# توشيهيرو أوياما
توشيهيرو أوياما (باليابانية: 青山敏弘)؛ مواليد 22 فبراير 1986 في كوراشيكي، أوكاياما، أوكاياما، أوكاياما، اليابان، هو لاعب كرة قدم ياباني يلعب لنادي سانفريس هيروشيما ومنتخب اليابان لكرة القدم كلاعب وسط. سبق له أن لعب في كأس العالم لكرة القدم مع منتخب بلاده. بدأ توشيهيرو أوياما مسيرته الرياضية عام 2001.

## مسيرته الكروية
خاض توشيهيرو أوياما مسيرته بالكامل مع نادي سانفريس هيروشيما بدايةً من موسم 2006 ليلعب معه أربعة عشر موسمًا، مشاركًا في 394 مباراة سجل خلالها 22 هدفًا، وفاز 3 مواسم بالدوري في حين لم يفز بالكأس.

## روابط خارجية
- توشيهيرو أوياما على موقع الاتحاد الدولي (مؤرشف)  (الإنجليزية)
- توشيهيرو أوياما على موقع رابطة كرة القدم اليابانية للمحترفين (اليابانية)
- توشيهيرو أوياما على موقع قاعدة بيانات كرة القدم.إي يو (الإنجليزية)
- توشيهيرو أوياما على موقع ناشيونال فوتبول تيمز (الإنجليزية)
- توشيهيرو أوياما على موقع Soccerway.com (الإنجليزية)
- توشيهيرو أوياما على موقع عالم كرة القدم.نت (الإنجليزية)
- توشيهيرو أوياما على موقع كووورة
- توشيهيرو أوياما على موقع AS.com (الإسبانية)